# Bencao Gangmu
Bencao Gangmu (Compendium of Materia Medica, trad. kin. 本草綱目 / 本草纲目, doslovno: knjiga lekovitih biljaka) jedna je od najpoznatijih istorijskih knjiga o kineskim lekovitim materijama i lekovima.

## Autor knjige
Knjigu je napisao u 16. veku, Li Čidžen (Li Shizhen (李时珍 / 李時珍 1518–1593), na  osnovu:
- sopstvenih iskustava i 27 godina dugog istraživanja i lekarske prakse,
- ranije objavljene knjige Shennong bencao jing,[3] legendarnog cara Šenonga (jednog od tri suverena (poznatih i kao "tri kralja" ili "tri zaštitnika"), iz grupe drevnih božanstava ili obožavanih kraljeva, koji je naučio drevne Kineze ne samo poljoprivrednuoj delatnosti, već i primeni biljnih lekova),[4]
- drugih do druge polovine 18. veka objavljenih kineskih knjiga o lekovima.

Autor ove knjige koji se smatra jednim od prvih kritičara iz oblasti lekovitih biljaka i istorije prirode i medicine, pisanje ovog dela započeo je 1552. godine, nakon što je odabrao tada najpoznatije i najpristupačnije knjige i pročitao oko 800 knjiga o lekovima i relevantnim sadržajima iz te oblasti. 
Na pisanju knjige autor je proveo 27 godina. Knjigu je prvi put prikazana 1578. godine, ali je posle toga ovo delo bilo tri puta ispravljano i dopunjavano.

## Sadržaj
Sadržaj knjige  koji obuhvata 11.000 preskripcija,  podeljen je u 47 poglavlja, koja sadrže opis prirodnih lekova i mineralnih supstanci,  koje je autor razvrstao u tri kategorije lekova:
- biljnih (1.094),
- životinskih (444)
- mineralnih (275).[1]

Prvo izdanje knjige pojavilo se 1596. godine nakon smrti autora. Knjigu je objavioje njegov sin, koji je od tadašnje kineskog cara Vanlija dobio saglasnost da knjiga bude objavljena o državnom trošku. Knjige je kasnije štampana u nekoliko izdanja. Revidirano izdanje iz 16. veka obogađeno je sa 1.100 ilustracija.

## Suprotstavljeni stavovi
U knjizi su navedeni podaci koji su se kasnije pokazali kao netačni, pre svega zbog tadašnjeg ograničenog tehničkog i naučnog znanja. U knjizi je npr. pogrečno navedemno:
- da olovo  nije otrovno,
- da su sve vidre muškog pola,
- da je majmun langur visok 3 metra i da može biti uhvaćen samo ako mu se gornja usna navuče preko očiju.[6]
- U knjizi je opisana primena i proizvodnja opijuma i kanabisa i destilacija vina.

## Literatura
- Bencao Gangmu: Compendium of Materia Medica. By Li Shizhen. Beijing: Foreign Languages Press, 2003 (6 vols.)
- Schneebeli-Graf R (1992): Nutz- und Heilpflanzen Chinas – Botanische Berichte und Bilder aus China, Thomae, Frankfurt am Main.
- Li Shi-Zhen (16. Jahrhundert): Pen ts'ao kang mu (Chinese Herbal and Materia Medica)
- Smith & Stuart: Chinese Materia Medica. Vegetable Kingdom, 1911. Neuauflage von Georgetown Press, SF, 1973, ein Reprint eines Teilauszugs aus dem "Ben cao gang mu".
- Bernard E. Read. Chinese medical plants from the Pen Ts`ao Kang Mu. Shanghai 1936.
- Albert Y. Leung (1998-12-01). Chinesische Heilkräuter. ISBN 3-424-00796-X.. Diederichs, München. 5. Auflage, 1998.

## Spoljašnje veze
- China Knowledge na engleskom jeziku